# بحيرة فيتري
 تقع بحيرة فيتري في وسط تشاد حوالي 300 كم شرق انجمينا. الحجم الطبيعي للبحيرة حوالي 50,000 هكتار (120,000 أكر). حجم هذه البحيرة يمكن أن يتضاعف ثلاث مرات في السنوات الأكثر رطوبة. بحيرة المياه العذبة هذه ضحلة وتغذيها الأمطار الموسمية والجريان السطحي من منطقة مستجمعات المياه تقدر مساحتها بـ 70,000 كيلومتر مربع (27,000 ميل2). التغذية الرئيسية للنهر هي نهر البطحاء الموسمي الذي ينقل المياه من هضاب واداي إلى الغرب.
على غرار بحيرة تشاد الأخرى، بحيرة تشاد، فهي ليست كبيرة كما كانت في السابق. وقد تم تعيينها بموجب اتفاقية رامسار كأرض رطبة ذات أهمية دولية. قد تجف البحيرة الدائمة عادة خلال فترات الجفاف الشديدة، كما حدث في بداية القرن العشرين ومرة أخرى في الفترة 1984-1985.

## المراجع

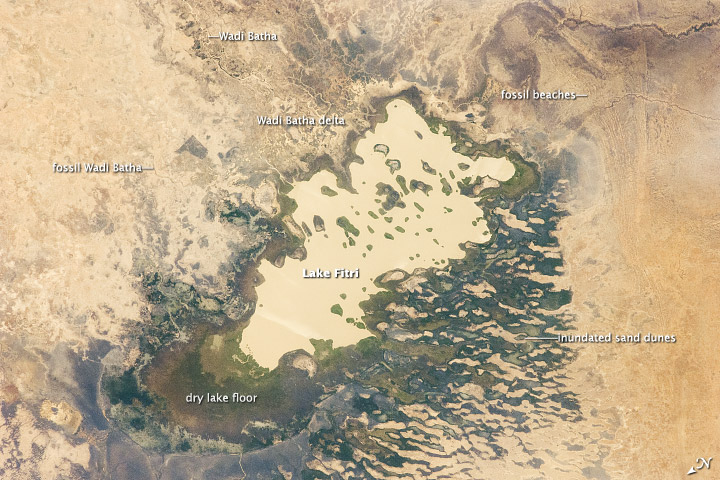
بحيرة فتيري